# Lancer du disque aux championnats d'Europe d'athlétisme
Pour un article plus général, voir Championnats d'Europe d'athlétisme.
Le lancer du disque masculin fait partie des épreuves inscrites au programme des premiers championnats d'Europe d'athlétisme, en 1934, à Turin. L'épreuve féminine fait son apparition dès l'édition suivante, en 1938, à Paris.
L'Italien Adolfo Consolini est avec trois médailles d'or, remportées consécutivement de 1946 à 1954, l'athlète le plus titré dans l'épreuve masculine. La Croate Sandra Perković Elkasević, qui remporte sept titres consécutifs de 2010 à 2024, détient le record de victoires dans l'épreuve féminine.
Les records des championnats d'Europe appartiennent chez les hommes au Lituanien Mykolas Alekna (69,78 m en 2022), et chez les femmes à l'Allemande Diana Sachse (71,36 m en 1986).

## Palmarès

### Hommes
| Édition | Or                              | Argent                        | Bronze                       |
| ------- | ------------------------------- | ----------------------------- | ---------------------------- |
| 1934    | Harald Andersson 50,38 m        | Paul Winter 47,09 m           | István Donogán 45,91 m       |
| 1938    | Wilhelm Schröder 49,70 m        | Giorgio Oberweger 49,48 m     | Gunnar Bergh 48,72 m         |
| 1946    | Adolfo Consolini 53,23 m (CR)   | Giuseppe Tosi 50,39 m         | Veikko Nyqvist 48,14 m       |
| 1950    | Adolfo Consolini 53,75 m (CR)   | Giuseppe Tosi 52,31 m         | Olavi Partanen 48,69 m       |
| 1954    | Adolfo Consolini 53,44 m        | Giuseppe Tosi 52,34 m         | József Szécsényi 51,58 m     |
| 1958    | Edmund Piątkowski 53,92 m (CR)  | Todor Artarski 53,82 m        | Vladimir Trusenyov 53,74 m   |
| 1962    | Vladimir Trusenyov 57,11 m (CR) | Kees Koch 55,96 m             | Lothar Milde 55,47 m         |
| 1966    | Detlef Thorith 57,42 m (CR)     | Hartmut Losch 57,34 m         | Lothar Milde 56,80 m         |
| 1969    | Hartmut Losch 61,82 m (CR)      | Ricky Bruch 61,08 m           | Lothar Milde 59,34 m         |
| 1971    | Ludvík Danek 63,90 m (CR)       | Lothar Milde 61,62 m          | Géza Fejér 61,54 m           |
| 1974    | Pentti Kahma 63,62 m            | Ludvík Daněk 62,76 m          | Ricky Bruch 62,00 m          |
| 1978    | Wolfgang Schmidt 66,82 m (CR)   | Markku Tuokko 64,90 m         | Imrich Bugár 64,66 m         |
| 1982    | Imrich Bugár 66,64 m            | Igor Duginyets 65,60 m        | Wolfgang Warnemünde 64,20 m  |
| 1986    | Romas Ubartas 67,08 m           | Georgiy Kolnootchenko 66,32 m | Vaclavas Kidykas 65,60 m     |
| 1990    | Jürgen Schult 64,58 m           | Erik de Bruin 64,46 m         | Wolfgang Schmidt 64,10 m     |
| 1994    | Uladzimir Dubroushchyk 64,78 m  | Dmitri Chevtchenko 64,56 m    | Jürgen Schult 64,18 m        |
| 1998    | Lars Riedel 67,07 m             | Jürgen Schult 66,69 m         | Virgilijus Alekna 66,46 m    |
| 2002    | Róbert Fazekas 68,83 m (CR)     | Virgilijus Alekna 66,62 m     | Michael Möllenbeck 66,37 m   |
| 2006    | Virgilijus Alekna 68,67 m       | Gerd Kanter 68,03 m           | Aleksander Tammert 66,14 m   |
| 2010    | Piotr Małachowski 68,87 m (CR)  | Robert Harting 68,47 m        | Róbert Fazekas 66,43 m       |
| 2012,   | Robert Harting 68,30 m          | Gerd Kanter 66,53 m           | Rutger Smith 64,02 m         |
| 2014    | Robert Harting 66,07 m          | Gerd Kanter 64,75 m           | Robert Urbanek 63,81 m       |
| 2016    | Piotr Małachowski 67,06 m       | Philip Milanov 65,71 m        | Gerd Kanter 65,27 m          |
| 2018    | Andrius Gudžius 68,46 m         | Daniel Ståhl 68,23 m          | Lukas Weisshaidinger 65,14 m |
| 2022    | Mykolas Alekna 69,78 m (CR)     | Kristjan Čeh 68,28 m          | Lawrence Okoye 67,14 m       |
| 2024    | Kristjan Čeh 68,08 m            | Lukas Weißhaidinger 67,70 m   | Mykolas Alekna 67,48 m       |

### Femmes
| Édition | Or                                | Argent                        | Bronze                      |
| ------- | --------------------------------- | ----------------------------- | --------------------------- |
| 1938    | Gisela Mauermayer 44,80 m         | Hilde Sommer 40,95 m          | Paula Mollenhauer 39,81 m   |
| 1946    | Nina Dumbadze 44,21 m             | Ann Niesink 40,46 m           | Jadwiga Wajs 39,37 m        |
| 1950    | Nina Dumbadze 48,03 m (AR)        | Rimma Shumskaya 42,25 m       | Edera Cordiale 41,57 m      |
| 1954    | Nina Ponomaryova 48,02 m          | Irina Beglyakova 45,79 m      | Galina Zybina 44,77 m       |
| 1958    | Tamara Press 52,32 m (CR)         | Štěpánka Mertová 52,19 m      | Kriemhild Hausmann 50,99 m  |
| 1962    | Tamara Press 56,91 m (CR)         | Doris Lorenz-Müller 53,60 m   | Jolán Kontsek 52,82 m       |
| 1966    | Christine Spielberg 57,76 m (CR)  | Liesel Westermann 57,38 m     | Anita Hentschel 56,80 m     |
| 1969    | Tamara Danilova 59,28 m (CR)      | Lyudmila Muravyova 59,24 m    | Karin Illgen 58,66 m        |
| 1971    | Faina Melnik 64,22 m (CR)         | Liesel Westermann 61,68 m     | Lyudmila Muravyova 59,48 m  |
| 1974    | Faina Melnik 69,00 m (CR)         | Argentina Menis 64,62 m       | Gabriele Hinzmann 62,50 m   |
| 1978    | Evelin Jahl 66,98 m               | Margitta Droese 64,04 m       | Natalya Gorbachova 63,58 m  |
| 1982    | Tsvetanka Khristova 68,34 m       | Maria Vergova-Petkova 67,94 m | Galina Savinkova 67,82 m    |
| 1986    | Diana Sachse 71,36 m (CR)         | Tsvetanka Khristova 69,52 m   | Martina Opitz 68,26 m       |
| 1990    | Ilke Wyludda 68,46 m              | Olga Burova 66,72 m           | Martina Hellmann 66,66 m    |
| 1994    | Ilke Wyludda 68,72 m              | Elina Zvereva 64,46 m         | Mette Bergmann 64,34 m      |
| 1998    | Franka Dietzsch 67,49 m           | Natalya Sadova 66,94 m        | Nicoleta Grasu 65,94 m      |
| 2002    | Ekaterini Voggoli 64,31 m         | Natalya Sadova 64,12 m        | Anastasia Kelesidou 63,92 m |
| 2006    | Darya Pishchalnikova 65,55 m      | Franka Dietzsch 64,35 m       | Nicoleta Grasu 63,58 m      |
| 2010    | Sandra Perković Elkasević 64,67 m | Nicoleta Grasu 63,48 m        | Joanna Wiśniewska 62,37 m   |
| 2012    | Sandra Perković Elkasević 67,62 m | Nadine Müller 65,41 m         | Nataliya Semenova 62,91 m   |
| 2014    | Sandra Perković Elkasević 71,08 m | Mélina Robert-Michon 65,33 m  | Shanice Craft 64,33 m       |
| 2016    | Sandra Perković Elkasević 69,97 m | Julia Fischer 65,77 m         | Shanice Craft 63,89 m       |
| 2018    | Sandra Perković Elkasević 67,62 m | Nadine Müller 63,00 m         | Shanice Craft 62,46 m       |
| 2022    | Sandra Perković Elkasević 67,95 m | Kristin Pudenz 67,87 m        | Claudine Vita 65,20 m       |
| 2024    | Sandra Perković Elkasević 67,04 m | Jorinde van Klinken 65,99 m   | Liliana Cá 64,53 m          |

## Records des championnats

### Hommes
| Performance | Athlète            | Lieu      | Date              | Record |
| ----------- | ------------------ | --------- | ----------------- | ------ |
| 47,50 m     | Harald Andersson   | Turin     | 8 septembre 1934  |        |
| 50,38 m     | Harald Andersson   | Turin     | 8 septembre 1934  |        |
| 53,19 m     | Adolfo Consolini   | Oslo      | 24 août 1946      |        |
| 53,23 m     | Adolfo Consolini   | Oslo      | 24 août 1946      |        |
| 53,75 m     | Adolfo Consolini   | Bruxelles | 26 août 1950      |        |
| 53,82 m     | Todor Artarski     | Helsinki  | 22 août 1958      |        |
| 53,92 m     | Edmund Piatkowski  | Helsinki  | 22 août 1958      |        |
| 54,72 m     | Kees Koch          | Belgrade  | 12 septembre 1962 |        |
| 55,79 m     | Edmund Piatkowski  | Belgrade  | 12 septembre 1962 |        |
| 57,11 m     | Vladimir Trusenyov | Belgrade  | 13 septembre 1962 |        |
| 57,54 m     | Vytautas Jaras     | Budapest  | 30 août 1966      |        |
| 58,14 m     | Ludvik Danek       | Athènes   | 16 septembre 1969 |        |
| 58,42 m     | Ferenc Tegla       | Athènes   | 16 septembre 1969 |        |
| 59,86 m     | Hartmut Losch      | Athènes   | 16 septembre 1969 |        |
| 59,86 m     | Hartmut Losch      | Athènes   | 16 septembre 1969 |        |
| 61,82 m     | Hartmut Losch      | Helsinki  | 14 août 1971      |        |
| 62,16 m     | Hartmut Losch      | Helsinki  | 14 août 1971      |        |
| 63,90 m     | Ludvik Danek       | Helsinki  | 14 août 1971      |        |
| 67,20 m     | Wolfgang Schmidt   | Prague    | 2 septembre 1978  |        |
| 68,83 m     | Robert Fazekas     | Munich    | 11 août 2002      |        |
| 68,87 m     | Piotr Małachowski  | Barcelone | 1er août 2010     |        |
| 69,78 m     | Mykolas Alekna     | Munich    | 19 août 2022      |        |

### Femmes
| Performance | Athlète             | Lieu      | Date               | Record |
| ----------- | ------------------- | --------- | ------------------ | ------ |
| 44,80 m     | Gisela Mauermayer   | Vienne    | 18 septembre 1938  |        |
| 44,80 m     | Nina Dumbadze       | Oslo      | 23 août 1946       |        |
| 45,80 m     | Nina Dumbadze       | Bruxelles | 25 août 1950       |        |
| 46,89 m     | Nina Dumbadze       | Bruxelles | 25 août 1950       |        |
| 48,03 m     | Nina Dumbadze       | Bruxelles | 25 août 1950       |        |
| 49,36 m     | Štěpánka Mertová    | Stockholm | 20 août 1958       |        |
| 51,20 m     | Tamara Press        | Stockholm | 22 août 1958       |        |
| 52,19 m     | Štěpánka Mertová    | Stockholm | 22 août 1958       |        |
| 52,32 m     | Tamara Press        | Stockholm | 22 août 1958       |        |
| 52,82 m     | Jolán Kontsek       | Belgrade  | 15 septembre 1962  |        |
| 56,91 m     | Tamara Press        | Belgrade  | 15 septembre 1962  |        |
| 57,38 m     | Liesel Westermann   | Budapest  | 1er septembre 1966 |        |
| 57,76 m     | Christine Spielberg | Budapest  | 1er septembre 1966 |        |
| 58,40 m     | Lyudmila Muravyova  | Athènes   | 19 septembre 1969  |        |
| 59,24 m     | Lyudmila Muravyova  | Athènes   | 19 septembre 1969  |        |
| 59,28 m     | Tamara Danilova     | Athènes   | 19 septembre 1969  |        |
| 60,50 m     | Faina Melnik        | Helsinki  | 12 août 1971       |        |
| 61,68 m     | Liesel Westermann   | Helsinki  | 12 août 1971       |        |
| 64,22 m     | Faina Melnik        | Helsinki  | 12 août 1971       |        |
| 69,00 m     | Faina Melnik        | Rome      | 6 septembre 1974   |        |
| 69,52 m     | Tsvetanka Khristova | Stuttgart | 28 août 1986       |        |
| 70,54 m     | Diana Sachse        | Stuttgart | 28 août 1986       |        |
| 71,36 m     | Diana Sachse        | Stuttgart | 28 août 1986       |        |